# Cantón de Barjac
El cantón de Barjac era una división administrativa francesa, que estaba situada en el departamento de Gard y la región de Languedoc-Rosellón.

## Composición
El cantón estaba formado por siete comunas:
- Barjac
- Méjannes-le-Clap
- Rivières
- Rochegude
- Saint-Jean-de-Maruéjols-et-Avéjan
- Saint-Privat-de-Champclos
- Tharaux

## Supresión del cantón de Barjac
En aplicación del Decreto n.º 2014-232 de 24 de febrero de 2014, el cantón de Barjac fue suprimido el 22 de marzo de 2015 y sus 7 comunas pasaron a formar parte del nuevo cantón de Rousson.